# Poppenroth
Poppenroth ist ein Gemeindeteil der Großen Kreisstadt Bad Kissingen im unterfränkischen Landkreis Bad Kissingen in Bayern.

## Geographische Lage
Das Pfarrdorf liegt westlich von Bad Kissingen und nördlich des nahe gelegenen Bad Kissinger Stadtteiles Albertshausen. Poppenroth ist von Bad Kissingen aus in einer Entfernung von wenigen Kilometern über die Bundesstraße 286 zu erreichen. Die an Poppenroth vorbeiführende B 286 führt u. a. nach Waldfenster, Geroda, Schildeck und Bad Brückenau und verfügt bei Bad Brückenau über einen Anschluss auf die Bundesautobahn 7.
Die Kreisstraße KG 34, Durchfahrtsstraße von Poppenroth, führt nach dem Ortsausgang nach Katzenbach.

## Geschichte

### Anfänge
Die erste urkundliche Erwähnung Poppenroths datiert vom 29. Juni 1286.
Poppenroth wurde Mitte des 13. Jahrhunderts von Graf Poppo VIII. gegründet, der auf diese Weise die Grenzen seines Landbesitzes gegen das Fürstentum Fulda und das Hochstift Würzburg sichern wollte. Auf den Grafen geht auch der Name des Ortes zurück (Poppenroth: Rodung des Poppo).
Durch die unklare Grenzziehung kam es des Öfteren zu Auseinandersetzungen, vor allem mit dem Kloster Frauenroth.

### Neuzeit
Am 13. Dezember 1793 wurde Poppenroth eigenständige Pfarrei. Möglich wurde dies durch die Trennung von der Gemeinde Stralsbach, die sich in Poppenroth durch nachlässige Finanzierung von Geistlichkeit und Gotteshaus unbeliebt gemacht hatte. Erster Poppenrother Pfarrer wurde Karl Manger. Im Jahr 1889 konnte das erweiterte Gebäude der St.Ullrich-Kirche unter Pfarrer Johannes Pretscher eingeweiht werden. Nachdem Poppenroth aus klösterlichem Besitz an den Staat Bayern überging, wurde der den Ort umgebende Wald in Ackerland umgewandelt.
Als im Laufe der zweiten Hälfte des 19. Jahrhunderts die Einwohnerzahl von Poppenroth immer größer wurde, sorgte Landrichter Friedrich von Luxburg für eine Instandhaltung der Straßen im Ort.
Im Jahr 1912 zerstörte ein Feuer in Poppenroth fünf Wohnhäuser und sieben Scheunen; 84 der 435 Einwohner des Ortes verloren ihr Obdach. Die Ursache des Brandes ist bis heute ungeklärt.

### Weimarer Republik und Drittes Reich
Im Jahr 1923 bekam Poppenroth eine Ortswasserleitung.
Am Sonntag, dem 13. Mai 1934, kam es kurz nach 15 Uhr in Poppenroth zu einem Großbrand, der 16 Wohnhäuser und 21 Scheunen zerstörte, aber keine Menschenleben forderte. Die Windverhältnisse des Tages sorgten für eine besonders schnelle Ausbreitung. Die Löscharbeiten wurden dadurch erschwert, dass viele Poppenrother Männer sich zum Zeitpunkt des Brandes auswärts aufhielten und die Wasserleitung des Ortes nicht für die zur Löschung des Brandes erforderliche Wassermenge ausgelegt war. Viele Einwohner von Poppenroth konnten nur die nötigsten Habseligkeiten retten.
Landwirt Wilhelm Schlereth wurde daraufhin wegen Brandstiftung angeklagt. Die Staatsanwaltschaft beantragte 8 Jahre Zuchthaus und den Entzug der bürgerlichen Ehrenrechte für eine Dauer von 10 Jahren. Wilhelm Schlereth beteuerte seine Unschuld, wurde aber schließlich zu 4,5 Jahren Zuchthaus und dem Entzug der bürgerlichen Ehrenrechte für fünf Jahre verurteilt. Das Gericht stützte sich dabei auf mehrere Verdachtsmomente wie die Erkenntnisse des Schweinfurter Chemikers Dr. Schiller, der Spuren von Brandöl in Schlereths Scheune entdeckte, und den Umstand, dass Schlereth zur Zeit des Brandes als einziger den Brand hätte legen können. Weitere Anhaltspunkte waren diverse Zeugenaussagen, vor allem die des Hauptbelastungszeugen Michael Antlitz. Wie dieser aussagte, habe Schlereth den Brand aus Empörung darüber, dass zwei Nachbarn auf einem Anwesen untergebracht worden seien, vorher angekündigt; ein Feuer sei in Antlitz Augen die einzig mögliche Lösung für das Problem.

### Seit 1945
Bei der Gebietsreform in Bayern wurde Poppenroth, nachdem der Ort vergeblich eine Eingemeindung nach Burkardroth ins Gespräch gebracht hatte, am 1. Juli 1972 ein Stadtteil von Bad Kissingen. Zudem zog Poppenroth (wie Albertshausen) die Eingemeindung nach Bad Kissingen einer Eingemeindung nach Oberthulba vor. Unter finanzieller Förderung der Kernstadt in Form von Baumaßnahmen (z. B. Sportplatz und Sportheim) erfuhr das Vereinsleben in Poppenroth eine Blütezeit. Im Gegensatz zu Albertshausen wirkte sich die räumliche Entfernung zur Kernstadt nicht negativ auf das Zugehörigkeitsgefühl zu Bad Kissingen aus. Der Kontakt zwischen Albertshausen und Poppenroth intensivierte sich, so dass beispielsweise der St.-Johannis-Verein Poppenroth-Albertshausen einen Kindergarten eröffnen konnte.
Im Jahr 1975 verlor Poppenroth seinen Status als eigenständige Pfarrei. Zunächst wurde der Ort vom Albertshausener Pfarrer Friedrich Zahn betreut (von 1975 bis 1986), danach – von 1986 bis 1991 – von Karl Kempf, dem Pfarrer von Waldfenster. Seit 1991 ist die Pfarrei Garitz für Poppenroth zuständig (zunächst unter dem Garitzer Pfarrer Arno Stöcklein; seit 1. Dezember 1999 unter seinem Nachfolger Edwin Ziegler).
Anfang November 2010 tauschten Poppenroth und die Nachbargemeinde Burkardroth im Rahmen einer Umstrukturierung der Gemarkungen zwecks deren einfacherer Verwaltung zwei Flächen an der Gemarkungsgrenze untereinander aus; unterm Strich gingen 494 Quadratmeter Poppenrother Gemarkungsfläche an Burkardroth.

## Bauwerke und Anlagen

### Kirche St. Ulrich
Der Turm der Poppenrother St.-Ulrich-Kirche entstand bereits im 13. Jahrhundert und bekam 1612 seine heutige Gestalt eines Julius-Echter-Turms. Das ursprüngliche Langhaus aus dem Jahr 1717 wurde bei Erweiterungsarbeiten im Jahr 1889 zum heutigen Querhaus der Kirche. Im Jahr 1920 wurde die Decke von Querhaus und Chor durch den Hausener Kunstmaler Jakob Bissinger bemalt; in der zweiten Hälfte des 20. Jahrhunderts die Kirche renoviert.

### Friedhöfe
Poppenroth hat zwei Friedhöfe. Der alte Friedhof an der Durchfahrtsstraße des Ortes wurde – finanziell ermöglicht durch die Gebietsreform – zu einer Parkanlage umgebaut. Das Kreuz des Friedhofs gehört zu den Bad Kissinger Baudenkmälern und ist unter der Nummer D-6-72-114-216 in der Bayerischen Denkmalliste registriert.
Der neue Friedhof befindet sich am Ortsausgang nach Katzenbach.

### Kreuzweg

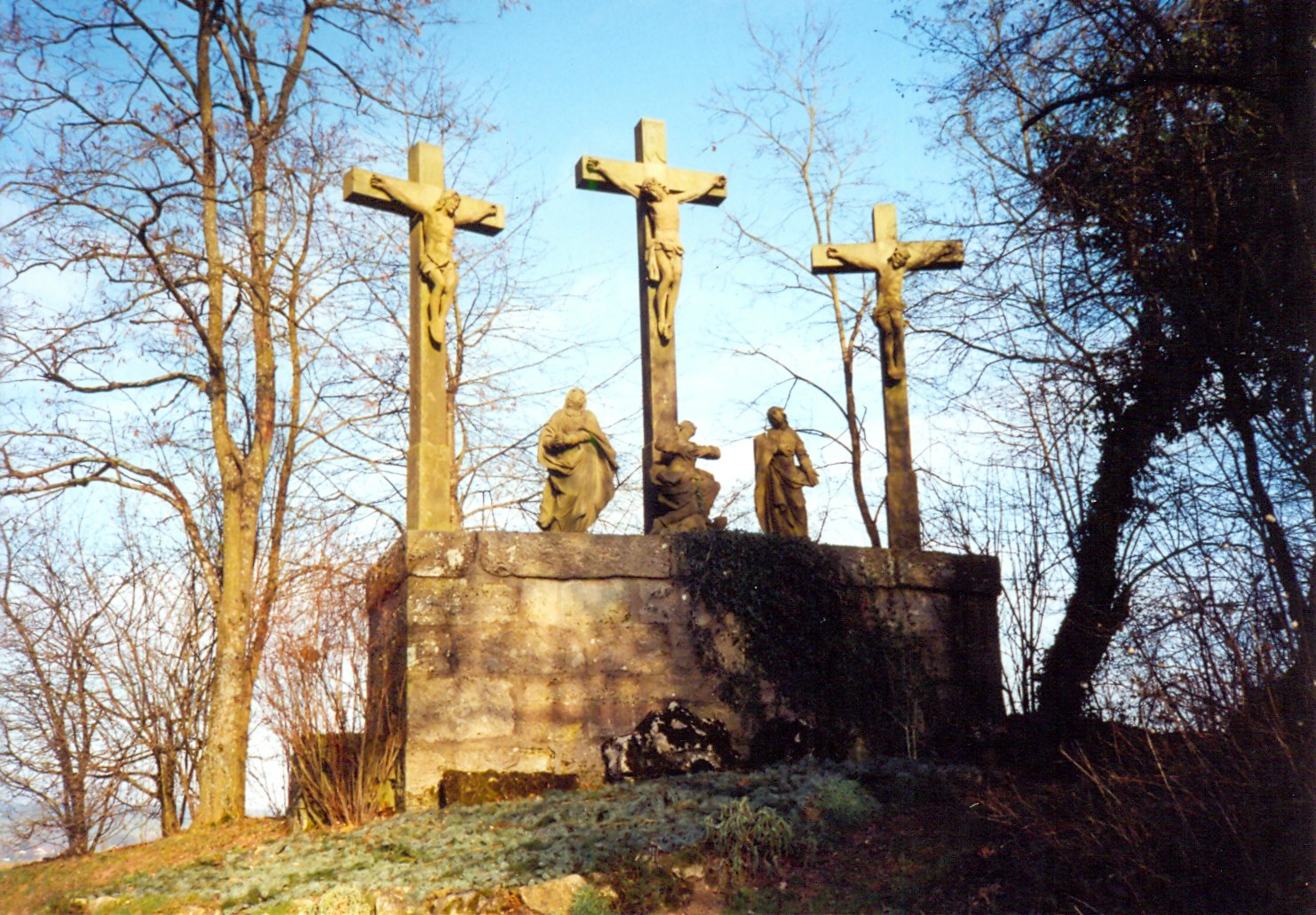
Kreuzigungsgruppe neben dem Poppenrother Friedhof

Neben dem Neuen Friedhof am Ortsausgang Richtung Katzenbach befindet sich der Poppenrother Kreuzweg, dessen Stationen laut der auf der Rückseite der Stationen angebrachten Inschriften zwischen 1753 und 1756 entstanden.
Der Kreuzweg befand sich ursprünglich am Bad Kissinger Stationsberg, wo die Stationen wegen des Desinteresse der Bad Kissinger Bürger an Karfreitagsprozessionen von der Verwitterung bedroht waren. Als Bildhauer Valentin Weidner die Einrichtung eines neuen Bad Kissinger Kreuzweges initiierte, wurden die alten Stationen von der als „Nunnä-Fräla“ bekannten Poppenrother Bürgerin Katharina Pfrang aufgekauft und in Bittfuhren nach Poppenroth verbracht.
Etwa zur Mitte des 19. Jahrhunderts wurden die ersten zwei Stationen des Poppenrother Kreuzwegs, möglicherweise wegen Verwitterung, durch neue, von Michael Arnold geschaffene Stationen ersetzt.